# Хаясі Сендзіро
Сендзіро Хаясі (яп. 林 銑十郎; 23 лютого 1876, Канадзава — 4 лютого 1943, Токіо) — японський військовий, командувач Гарнізонній армією в Кореї під час Маньчжурського інциденту, 32-й прем'єр-міністр Японії.

## Біографія
Сендзіро Хаясі народився в 1876 році в префектурі Ісікава.
З 1918 по 1920 роки командував 57-м полком. У 1921–1923 — голова підготовчих курсів при Військовій академії армії Японії, потім працював в Генеральній інспекції бойової підготовки. У 1923–1924 році представляв армію при Лізі Націй, в 1924–1925 знову працював у Генеральній інспекції бойової підготовки.
У 1925 році Сендзіро Хаясі став командиром 2-ї бригади. У 1926 році став комендантом Фортеці Токійської затоки, в 1927 році — комендантом Вищої військової академії армії Японії, в 1928 — заступником генерального інспектора бойової підготовки. У 1929 році він став командувачем Імператорської гвардії.
У 1930 році генерал-лейтенант Сендзіро Хаясі став головнокомандувачем Гарнізонній армією в Кореї. Наступного ж дня після Маньчжурського інциденту 19 вересня 1931 року його наказав 20-й дивізії сформувати 39-у змішану бригаду і висунути її до Маньчжурії. Однак японський Кабінет не погодився з армією, вважаючи, що Маньчжурський інцидент був результатом змови офіцерів. Не отримавши санкції Імператора, Хаясі в той же день наказав 39-ї змішаної бригаді покинути Маньчжурію. У підсумку Кабінет зумів домовитися з армією, і дозвіл на висунення 39-ї змішаної бригади до Маньчжурії було дано 22 вересня.
Після служби в Кореї Сендзіро Хаясі в 1932–1934 роках був Генеральним інспектором бойової підготовки і членом Вищої військової ради. У 1934–1935 роках Хаясі був Міністром армії, а в 1935–1936 знову членом Вищої військової ради. У 1937 році Сендзіро Хаясі протягом чотирьох місяців був прем'єр-міністром Японії. У 1940–1941 роках був членом Таємної ради. Помер в 1943 році.